# Giuseppe Maria Francesco Vigo
Giuseppe Maria Francesco Vigo, noto come Francis Vigo (Mondovì, 13 dicembre 1747 – Vincennes, 22 marzo 1836), è stato un mercante italiano.
Aiutò e finanziò le forze rivoluzionarie durante la guerra d'indipendenza americana. Naturalizzato statunitense, nel 1801 fu tra i fondatori della Vincennes University.

## Biografia
Nato e cresciuto in Piemonte a Mondovì, Vigo si arruolò nell'esercito spagnolo, con il quale si recò nelle Americhe, a Cuba e quindi dal 1769 a New Orleans. Nel 1772 lasciò il servizio militare per dedicarsi al commercio delle pellicce con gli Indiani, prima a Saint Louis e quindi dal 1783 a Vincennes.
Nel 1778 si pose al servizio del patriota americano George Rogers Clark, che con le sue bande combatteva contro gli Inglesi nel nord-ovest. Vigo agiva come informatore, fornendo anche aiuto finanziario alla causa rivoluzionaria. Catturato nel dicembre 1778 dagli indiani americani e consegnato al Lt -Gov Henry Hamilton, che aveva ripreso Vincennes per la Corona britannica, Vigo - che era cittadino spagnolo - rimase sotto sorveglianza ma Hamilton alla fine dovette rilasciarlo, anche per le pressioni da parte dei cittadini francesi della città che minacciarono di tagliare le forniture locali a Fort Sackville. Libero a condizione che non avrebbe "fatto alcuna cosa dannosa agli interessi britannici per la sua strada a St. Louis," Vigo mantenne la parola viaggiando fino a St. Louis prima di tornare a Kaskaskia e dare al colonnello Clark importanti informazioni che permisero alle forze americane la riconquista della città di Vincennes il 25 febbraio 1779.
Terminata la guerra Vigo si stabilì permanentemente a Vincennes, prendendo la cittadinanza statunitense. Riprese i suoi commerci con i mercanti sulla costa orientale degli Stati Uniti, ricoprendo al tempo stesso la carica di colonnello della Knox County Militia. Nel 1801, Vigo si rivolse al Congresso degli Stati Uniti per una donazione di terreni per stabilire l'Università di Vincennes (inizialmente chiamata Accademia Jefferson). Nel 1806, Vigo fu nominato uno dei fiduciari originali della nuova università.
Nel 1818 lo stato dell'Indiana nominò una contea, la Contea di Vigo, in suo onore. Vigo morì il 22 marzo 1836, mentre viveva nella casa di Jean Baptiste e Elizabeth (Martin) LaPlante, a Vincennes. Il ruolo che ha avuto nella guerra di indipendenza fu ufficialmente riconosciuto dal Governo degli Stati Uniti nel 1876. Nel 1932 una statua fu eretta in suo onore a Vincennes e nel 1979 le poste italiane e USA emisero cartoline commemorative in sua memoria in occasione del bicentenario della riconquista di Vincennes da parte di Clark.